# 阿部芳光
阿部 芳光（あべ よしみつ、1898年（明治31年）4月10日 - 1969年（昭和44年）9月12日）は、大日本帝国陸軍軍人。最終階級は陸軍少将。

## 経歴
愛媛県出身。1920年（大正9年）5月、陸軍士官学校第32期卒業。1933年（昭和8年）陸軍大学校第45期卒業。
第38師団参謀長を経て、1941年（昭和16年）3月、陸軍大佐に進む。この間、支那事変に出動し広東付近に駐屯した。大東亜戦争に入ると第16軍隷下となりジャワ攻略に参戦し、第17軍隷下に移りガダルカナル奪還に動いたが撤退した。以後、内地鉄道司令部参謀長、広島地区鉄道司令官を歴任し、1945年（昭和20年）6月10日、陸軍少将に進んだ。ほか陸軍歩兵学校教官も務めた。終戦後の10月18日に広島連隊区司令官に就任した。
1947年（昭和22年）11月28日、公職追放仮指定を受けた。